# تشارلز تمبلتون
تشارلز برادلي تمبلتون (بالإنجليزية: Charles Templeton)‏ رسام كاريكاتير ومبشر سابق ولاأدري وسياسي وصحفي ومخترع ومذيع وكاتب كندي، وُلد في تورونتو أونتاريو بكندا في 7 أكتوبر 1915. درس في معهد باركديلي وأسس جمعية شباب من أجل المسيح بالاشتراك مع توري جونسون وألف كتاب وداعا إلى الله. وتوفي في تورونتو بأونتاريو في 7 يونيو 2001.